# Chochkan
Chochkan (in armeno Ճոճկան?) è un comune di 1 890 abitanti (2008) della Provincia di Lori in Armenia.